# Walter Devoto
Walter Devoto (28 de diciembre de 2019), fue un empresario y dirigente deportivo uruguayo.
Fue presidente de Montevideo Wanderers, desde 1999 al 2006, y del Club Náutico.
Junto a sus hermanos fue fundador de la cadena de supermercados uruguayos Devoto Hnos. La empresa familiar se vendió en 1998 al grupo Exxel.
En su honor el complejo deportivo de Wanderers lleva su nombre desde el 100º aniversario del club. El complejo está ubicado en el Camino O´Higgins entre Camino Prieto y Camino de la Capilla en Pajas Blancas.